# تصفيات كأس آسيا 2019 – جولة المباراة الفاصلة
لعبت جولة المباراة الفاصلة من تصفيات كأس آسيا 2019 في الفترة من 2 يونيو إلى 11 أكتوبر 2016.

## النسق
تنافس ما مجموعه 11 فريقا (الفرق الأربع الأدنى ذات المرتبة الرابعة والفرق السبعة ذات المرتبة الخامسة في الجولة الثانية من تصفيات كأس آسيا) في الدور الفاصل. كان من المفترض أصلا أن يتنافس 12 فريقا، ولكن لم يكن هناك سوى سبعة منتخبات بدلا من ثمانية فرق في المركز الخامس بعد أن تم استبعاد إندونيسيا بسبب تعليق الاتحاد الدولي لكرة القدم.
تألفت جولة المباراة الفاصلة من جولتين من مباراتين ثنائية لمباراة فاصلة ذهابا وإيابا لتحديد المؤهلين الثمانية النهائيين للجولة الثالثة المؤهلة لكأس آسيا:
- الجولة الأولى: وُضعت الفرق العشرة الأعلى مرتبة في التصنيف إلى خمس مباريات. وتأهل الفائزون الخمسة إلى الدور الثالث في تصفيات كأس آسيا، بينما دخل الخاسرون الخمسة الجولة الثانية.
- الجولة الثانية: وُضعت الفرق الستة (الفريق الأدنى تصنيفا والخاسرين الخمسة للجولة 1) إلى ثلاث مباريات. وقد تأهل الفائزون الثلاثة إلى الدور الثالث في تصفيات كأس آسيا، في حين كان الخاسرون الثلاثة مؤهلين لدخول كأس التضامن الآسيوي.[3]

وانضم الفائزون الخمسة الفائزون وثلاثة فائزين إلى الفرق الـ16 التي تقدمت بشكل مباشر من الجولة الثانية المؤهلة لكأس آسيا إلى الدور الثالث، للتنافس على الـ12 مقعدا الأخيرة في كأس آسيا 2019.
وقد انضم الخاسرون الثلاثة إلى الفرق الستة التي خسرت في الجولة الأولى من تصفيات كأس آسيا، للمنافسة على كأس التضامن الآسيوي 2016.

## الفرق المتأهلة
| المجموعة (المرحلة الثانية) | المركز الرابع (أسوأ 4) | المركز الخامس |
| -------------------------- | ---------------------- | ------------- |
| أ                          | ماليزيا                | تيمور الشرقية |
| ب                          | طاجيكستان              | بنغلاديش      |
| ج                          | المالديف               | بوتان         |
| د                          | —                      | الهند         |
| ر                          | —                      | كمبوديا       |
| س                          | تايبيه الصينية         | —             |
| ص                          | —                      | لاوس          |
| ط                          | —                      | اليمن         |

## التصنيف
أقيمت القرعة على الجولة الفاصلة في 7 أبريل 2016، توقيت ماليزيا (ت ع م+8)، في دار الاتحاد الآسيوي لكرة القدم في كوالالمبور، ماليزيا.
وقد تم تصنيف الفرق على أساس نتائجها في الجولة الثانية من تصفيات كأس آسيا.
في الجولة الأولى، احتوت كل مباراة على فريق من الوعاء 1 وفريق من الوعاء 2، على أن يكون الفريق من الوعاء 1 الذي يستضيف المرحلة الأولى.
في الجولة الثانية لم يكن هناك تصنيف. ولما كان السحب قد عقد قبل الجولة الأولى، فإن هوية الخاسرين في الجولة الأولى لم تكن معروفة وقت السحب.
| الجولة الأولى                                                 | الجولة الأولى                                             | الجولة الثانية |
| الوعاء 1                                                      | الوعاء 2                                                  | الجولة الثانية |
| ------------------------------------------------------------- | --------------------------------------------------------- | -------------- |
| 1. طاجيكستان 2. تايبيه الصينية 3. المالديف 4. ماليزيا 5. لاوس | 1. الهند 2. اليمن 3. تيمور الشرقية 4. بنغلاديش 5. كمبوديا | 1. بوتان       |

## المباريات
كل مباراة لعبت على أساس الذهاب والإياب من مرحلتين. وقد استخدمت قاعدة الأهداف البعيدة، والوقت الإضافي (الأهداف البعيدة لا تنطبق في الوقت الإضافي) وركلات الجزاء الترجيحية لتحديد الفائز إذا لزم الأمر (المادة 10.3 من النظام الأساسي).

### الجولة الأولى
وقد تم لعب المرحلة الأولى في 2 يونيو، ولعبت المرحلة الثانية في 6–7 يونيو 2016.

| الفريق الأول   | إجم. | الفريق الثاني | مباراة الذهاب | مباراة الإياب |
| -------------- | ---- | ------------- | ------------- | ------------- |
| تايبيه الصينية | 2–4  | كمبوديا       | 2–2           | 0–2           |
| المالديف       | 0–4  | اليمن         | 0–2           | 0–2           |
| طاجيكستان      | 6–0  | بنغلاديش      | 5–0           | 1–0           |
| ماليزيا        | 6–0  | تيمور الشرقية | 3–0 (خسرت)    | 3–0 (خسرت)    |
| لاوس           | 1–7  | الهند         | 0–1           | 1–6           |

ملاحظة: كانت تيمور الشرقية قد أمرت من قبل الاتحاد الآسيوي لكرة القدم بالتنازل عن كل من المباريات ضد ماليزيا بسبب استخدام وثائق مزورة للاعبيها. وقد انتهت كلتا المباراتين بفوز ماليزيا 3–0.
| تايبيه الصينية                        | 2–2   | كمبوديا                     |
| ------------------------------------- | ----- | --------------------------- |
| - هوانغ وي-مين 6' - تشين بو-ليانغ 22' | تقرير | - Sokpheng 8' - Chhoeun 32' |

| كمبوديا                                  | 2–0   | تايبيه الصينية |
| ---------------------------------------- | ----- | -------------- |
| - Pheng 7' - براك موني أودوم 60' (ركلة.) | تقرير |                |

فازت كمبوديا 4–2 بمجموع المباراتين وتأهل إلى الدور الثالث في تصفيات كأس آسيا. دخلت تايبيه الصينية الجولة الثانية.
| المالديف | – | اليمن |
| -------- | - | ----- |
|          |   |       |

| اليمن | – | المالديف |
| ----- | - | -------- |
|       |   |          |

| طاجيكستان | – | بنغلاديش |
| --------- | - | -------- |
|           |   |          |

| بنغلاديش | – | طاجيكستان |
| -------- | - | --------- |
|          |   |           |

| ماليزيا | – | تيمور الشرقية |
| ------- | - | ------------- |
|         |   |               |

| تيمور الشرقية | – | ماليزيا |
| ------------- | - | ------- |
|               |   |         |

| لاوس | – | الهند |
| ---- | - | ----- |
|      |   |       |

| الهند | – | لاوس |
| ----- | - | ---- |
|       |   |      |

### الجولة الثانية
| [[منتخب لكرة القدم\|]] | – | [[منتخب لكرة القدم\|]] |
| ---------------------- | - | ---------------------- |
|                        |   |                        |

| [[منتخب لكرة القدم\|]] | – | [[منتخب لكرة القدم\|]] |
| ---------------------- | - | ---------------------- |
|                        |   |                        |

| [[منتخب لكرة القدم\|]] | – | [[منتخب لكرة القدم\|]] |
| ---------------------- | - | ---------------------- |
|                        |   |                        |

| [[منتخب لكرة القدم\|]] | – | [[منتخب لكرة القدم\|]] |
| ---------------------- | - | ---------------------- |
|                        |   |                        |

| [[منتخب لكرة القدم\|]] | – | [[منتخب لكرة القدم\|]] |
| ---------------------- | - | ---------------------- |
|                        |   |                        |

| [[منتخب لكرة القدم\|]] | – | [[منتخب لكرة القدم\|]] |
| ---------------------- | - | ---------------------- |
|                        |   |                        |

## وصلات خارجية
- AFC Asian Cup, the-AFC.com